# Bassin de Sofia

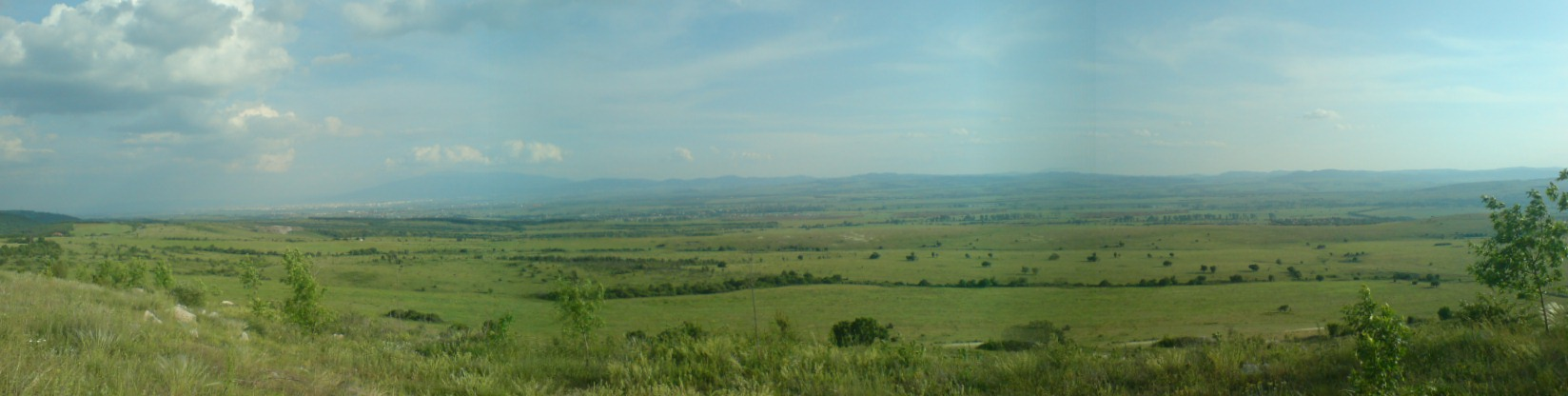
Vue du bassin de Sofia.

Le bassin de Sofia est un bassin sédimentaire situé dans l'ouest de la Bulgarie. Il constitue le plus grand bassin du massif du Grand Balkan.

## Situation
Le bassin de Sofia a une superficie de 1 180 km2. Il s'étend d'est en ouest sur 75 km et du nord au sud sur 20 km dans sa partie la plus large.
Il est traversé du sud au nord par la rivière Iskar et par plusieurs autres rivières de plus petite taille.
La ville de Sofia, capitale de la Bulgarie, se situe à peu près en son centre.

## Cadre géologique
Le fond du bassin est développé sur des pyroclastites sénoniens et des sédiments sablo-argileux du Pliocène, recouverts de cônes déluvials et alluviaux. Le bassin est rempli de sables et d'argiles du Pliocène, recouverts d'épais dépôts fluviaux et, à de nombreux endroits, il est marécageux. Toutefois, la plupart de ces marécages ont été asséchés.
La formation morphologique du bassin de Sofia est liée au développement de la structure du graben de Sofia, délimitée au nord et au sud par des failles. Au Pliocène et au Quaternaire, elle a été recouverte de mouvements négatifs différenciés, le débit de la rivière Iskar étant bloqué et toute la plaine de Sofia étant transformée en un grand lac. Cela est dû aux sols argilo-sableux qui couvrent presque toute la vallée. Le lac a disparu après que la rivière ait traversé le massif du Grand Balkan et créé son lit actuel. En raison de l'existence lacustre prolongée, d'épais sédiments d'une épaisseur de 200 à 800 m se sont accumulés au fond du bassin déjà drainé. 
La barrière nord du Grand Balkan est constituée de schistes paléozoïques, de grès du Trias et du Jurassique, de calcaires et de conglomérats et est déboisée et érodée. 
La paroi sud est principalement composée de pyroclastites du Crétacé supérieur à l'ouest de la rivière Iskar et de grès et conglomérats du Trias à l'est de la rivière.